# Dépannage informatique
 (juin 2011).
Si vous disposez d'ouvrages ou d'articles de référence ou si vous connaissez des sites web de qualité traitant du thème abordé ici, merci de compléter l'article en donnant les références utiles à sa vérifiabilité et en les liant à la section « Notes et références ».
Le dépannage informatique est à la remise en état de bon fonctionnement d’un ordinateur, d'un téléphone ou d'une imprimante par installation, modification ou suppression de matériels ou de logiciels. Le dépannage est assuré généralement par un informaticien et vise à rétablir le fonctionnement normal de la machine informatique après une panne matérielle ou l'usage dommageable d'un des logiciels.

## Contraintes et conditions
À moins d'engager des frais considérables, le dépannage se limite à des remplacements de pièce ou à des opérations de maintenance simple.
La récupération massive de données sur un disque dur défectueux est notamment hors de son champ d'action.
En cas de panne matérielle et sous certaines conditions, notamment de validité de garantie, un ordinateur équivalent peut être prêté au client le temps de procéder à la remise en état.

## Service
Le service peut être géré à l'aide des salariés informaticiens de l'entreprise ou d'une entreprise de services du numérique  (ESN), anciennement société de services en ingénierie informatique (SSII ou SS2I).
Les services informatiques destinés aux particuliers sont généralement assurés par des boutiques spécialisées ou des informaticiens indépendants qui se déplacent au domicile des clients.  

## Dépannage informatique à distance
Le dépannage informatique à distance permet à un technicien de résoudre le problème d'un utilisateur sans avoir à se déplacer chez lui. Il peut établir un diagnostic à distance, par téléphone, par email, par tchat ou par webcam et apporter éventuellement une solution. Le technicien peut prendre la main sur l'ordinateur de l'utilisateur et le piloter à distance comme s'il était sur place. Les solutions logicielles de prise en main les plus courantes sont TeamViewer et LogMeIn. Des sociétés de services en informatique se sont spécialisées dans le dépannage à distance et proposent diverses prestations : redémarrage d'un ordinateur bloqué, suppression de virus, optimisation, réinstallation du système d'exploitation, connexion d'une imprimante, etc.
Dans ce cadre, la demande d'assistance (ou « ticket ») requise par l'utilisateur d'une application informatique et qui concerne un incident rencontré, une évolution souhaitée, ou une mauvaise compréhension des règles de gestion, s'effectue par différents canaux : le téléphone — ce canal présente l'inconvénient de devoir répondre immédiatement à la demande, il ne convient qu'aux demandes simples — ; le courriel — les demandes sont saisies dans une messagerie électronique, avec éventuellement une pièce jointe — ; et le logiciel de gestion des services d'assistance — il est de plus en plus fréquent que l'on demande aux utilisateurs (ou aux maîtrises d'ouvrage qui les représentent) de saisir eux-mêmes les demandes, en décrivant les incidents ou les problèmes rencontrés.
Souvent, il n'est pas possible de distinguer d'emblée si la demande correspond à une anomalie du logiciel (bogue) ou du matériel (problème d'exploitation), s'il existe un besoin d'évolution fonctionnelle non caractérisé, ou bien si les règles de gestion n'ont pas été bien assimilées par l'utilisateur.
C'est le processus de qualification qui permet de déterminer le type d'incident. ITIL distingue trois grands types d'incidents :
- technique (anomalie du logiciel ou problème d'exploitation),
- fonctionnel (adéquation aux besoins des utilisateurs),
- réglementaire (compréhension des règles de gestion).

## Développement en France
Les services informatiques à domicile se développent rapidement, mais inégalement dans certaines régions . Visant à développer les offres de services à domicile le Plan Boorlo a mis en place des mesures dans ce sens. Ce service permet à des personnes ne pouvant se déplacer d'avoir la chance d'être dépannées chez elles sans le moindre déplacement. Ces offres de la part de l'État recourent par exemple au Chèque emploi service universel (CESU), utilisable aussi bien par les particuliers que les entreprises.